# Арьяман
Арьяма́н (санскр. अर्यमन् «друг, соплеменник») — одно из ранних ведийских божеств.
Арьяман — адитья, сын Кашьяпы и Адити, солнечное божество. Арьяман упоминается в «Ригведе» около 100 раз, чаще всего с Митрой и Варуной. В Ригведе Арьяман описывается как защитник лошадей, а Млечный Путь (др.-инд. aryamṇáḥ pánthāḥ) считается его путём. Он — божество обычаев, которые управляют ведийскими племенами.
Арьяман — хранитель арийского общества, он следит за прочностью различных уз, которыми объединены члены обществ ариев. Он покровительствует бракам, гостеприимству, свободному движению по дорогам, ритуалам ариев, подаркам и взаимным подношениям. Индуистские брачные клятвы проводятся с призывом к Арьяману, который является свидетелем события.
Арьяман, как и Бхага, является божеством, близким к Митре, и даже берущим на себя часть его функций, с той лишь разницей, что Арьяман отвечает за общественное благополучие, а Бхага — за справедливое распределение благ.